# Assembleia da República (Portugal)
Die Assembleia da República [ɐsẽ'blɐiɐ dɐ ʁɛ'publikɐ] (deutsch Versammlung der Republik) ist das portugiesische Parlament. Die portugiesische Verfassung bezeichnet sie im Artikel 147 als „die repräsentative Versammlung aller portugiesischen Bürger“ sowie im Artikel 110 als verfassungsrechtliches „Hoheitsorgan“ neben dem Präsidenten der Republik, der Regierung und den Gerichten. In Portugal besteht ein Einkammersystem.

## Hintergrund
Das Parlament besteht aus einer Kammer mit bis zu 230 Abgeordneten und hat ihren Sitz im Palácio de São Bento in Lissabon. Die Abgeordneten werden für vier Jahre gewählt, wobei das reine Verhältniswahlrecht (getrennt nach Distrikten) zur Anwendung kommt. Der Präsident hat das Recht, das Parlament aufzulösen und Neuwahlen anzusetzen. Das Parlament hat das Recht, der Regierung ihr Misstrauen auszusprechen, ein Amtsenthebungsverfahren gegen den Präsidenten einzuleiten, und die Verfassung mit einer Zweidrittelmehrheit zu verändern.

## Geschichte
Mit den Soldaten der Napoleonischen Invasionen Portugals ab 1808 kam auch der Wunsch nach einer parlamentarischen Vertretung und der Gewaltenteilung nach Portugal, und portugiesische Anhänger der 1789 ausgebrochenen Französischen Revolution erarbeiteten noch 1808 eine erste Petition in dem Sinne. Nach der Liberalen Revolution ab 1820 entstand der Wunsch, neue Cortes einzuberufen, als erste verfassungsgebende Versammlung. 1822 wurde die erste Verfassung Portugals verabschiedet, die Versammlung dazu tagte im Palácio das Necessidades und gilt als erster Vorläufer der heutigen Assembleia da República.
Mit dem Sieg der Liberalen 1834 im anschließenden Bürgerkrieg (Miguelistenkrieg) wurde im staatlichen Palácio de São Bento, der bis zu den Auflösungen aller geistlicher Orden nach der Revolution 1820 im Besitz des Benediktinerordens war, das neue Parlament eingerichtet. Zunächst Palácio das Cortes betitelt, wurde es 1911, nach der Ausrufung der Republik 1910, der Palácio do Congresso. Ab 1933 nannte das semifaschistische Estado Novo-Regime das Parlament in Assembleia Nacional um, und das Gebäude hieß entsprechend Palácio da Assembleia Nacional.
Seit der Nelkenrevolution 1974 und der 1976 verabschiedeten demokratischen Verfassung heißt das Parlament Assembleia da República, während das Gebäude allgemein wieder Palácio de São Bento genannt wird.

## Parlamentspräsidenten
Der Parlamentspräsident der Assembleia da República ist laut der Verfassung von 1976 der zweithöchste politische Vertreter Portugals, nach dem Staatspräsidenten Portugals, den er bei Abwesenheit oder Ausfall vertritt.
Am 27. März 2024 wurde José Pedro Aguiar Branco Parlamentspräsident. Er ist damit der 16. Parlamentspräsident seit der Verfassung 1976, und der 17. seit der Nelkenrevolution 1974.

## Sitzverteilung

### Sitzverteilung seit 1976
Im Folgenden sind die historischen Sitzverteilungen der Parteien dargestellt sowie die, die gegenwärtig im Parlament vertreten sind.
| Partei | Partei | Wahl 1976      | Wahl 1979      | Wahl 1980 | Wahl 1983 | Wahl 1985 | Wahl 1987 | Wahl 1991 | Wahl 1995 | Wahl 1999 | Wahl 2002 | Wahl 2005 | Wahl 2009 | Wahl 2011 | Wahl 2015 | Wahl 2019 | Wahl 2022 | Wahl 2024 |
| Bloco de Esquerda BE (Linksblock)                                                                                            | Bloco de Esquerda BE (Linksblock) | -              | -              | -         | -         | -         | -         | -         | -         | 2         | 3         | 8         | 16        | 8         | 19        | 19        | 5         | 5         |
| Partido Comunista Português PCP (Kommunistische Partei Portugals)                                                            | Partido Comunista Português PCP (Kommunistische Partei Portugals)                                                                               | 40             | -              | -         | -         | -         | -         | -         | -         | -         | -         | -         | -         | -         | -         | -         | -         | -         |
| Aliança Povo Unido ASU (Allianz Vereintes Volk)                                                                              | Partido Comunista Português PCP (Kommunistische Partei Portugals)                                                                               | -              | 44             | 39        | 41        | 35        | -         | -         | -         | -         | -         | -         | -         | -         | -         | -         | -         | -         |
| Aliança Povo Unido ASU (Allianz Vereintes Volk)                                                                              | Movimento Democrático Português – Comissão Democrática Eleitora MDP/CDE (Portugiesische Demokratische Bewegung – Demokratische Wahl-Kommission) | -              | 3              | 2         | 2         | 3         | -         | -         | -         | -         | -         | -         | -         | -         | -         | -         | -         | -         |
| Coligação Democrática Unitária CDU (Demokratische Einheitskoalition)                                                         | Partido Comunista Português PCP (Kommunistische Partei Portugals)                                                                               | -              | -              | -         | -         | -         | 29        | 15        | 13        | 15        | 10        | 12        | 13        | 14        | 15        | 10        | 6         | 4         |
| Coligação Democrática Unitária CDU (Demokratische Einheitskoalition)                                                         | Partido Ecologista „Os Verdes“ PEV (Ökologische Partei „Die Grünen“)                                                                            | -              | -              | -         | -         | -         | 2         | 2         | 2         | 2         | 2         | 2         | 2         | 2         | 2         | 2         | -         | -         |
| Partido Socialista PS (Sozialistische Partei)                                                                                | Partido Socialista PS (Sozialistische Partei)                                                                                                   | 107            | 74             | 3         | 101       | 57        | 60        | 72        | 112       | 115       | 96        | 121       | 97        | 74        | 86        | 108       | 120       | 78        |
| Partido Social Democrata PPD-PSD (Demokratische Volkspartei – Sozialdemokratische Partei)                                    | Partido Social Democrata PPD-PSD (Demokratische Volkspartei – Sozialdemokratische Partei)                                                       | 73 (als „PPD“) | 7 (als „PSD“)  | 8         | 75        | 88        | 148       | 135       | 88        | 81        | 105       | 75        | 81        | 108       | 5         | 79        | 72        | -         |
| Centro Democrático e Social – Partido Popular CDS-PP (Demokratisches und Soziales Zentrum – Volkspartei), vor 1993 nur „CDS“ | Centro Democrático e Social – Partido Popular CDS-PP (Demokratisches und Soziales Zentrum – Volkspartei), vor 1993 nur „CDS“                    | 42             | -              | -         | 30        | 22        | 4         | 5         | 15        | 15        | 14        | 12        | 21        | 24        | -         | 5         | -         | -         |
| Portugal à Frente PàF (Vorwärts Portugal)                                                                                    | Partido Social Democrata PPD-PSD (Demokratische Volkspartei – Sozialdemokratische Partei)                                                       | -              | -              | -         | -         | -         | -         | -         | -         | -         | -         | -         | -         | -         | 84        | -         | -         | -         |
| Portugal à Frente PàF (Vorwärts Portugal)                                                                                    | Centro Democrático e Social – Partido Popular CDS-PP (Demokratisches und Soziales Zentrum – Volkspartei)                                        | -              | -              | -         | -         | -         | -         | -         | -         | -         | -         | -         | -         | -         | 18        | -         | -         | -         |
| Madeira Primeiro | Partido Social Democrata PPD-PSD (Demokratische Volkspartei – Sozialdemokratische Partei)                                                       | -              | -              | -         | -         | -         | -         | -         | -         | -         | -         | -         | -         | -         | -         | -         | 3         | 3         |
| Madeira Primeiro | Centro Democrático e Social – Partido Popular CDS-PP (Demokratisches und Soziales Zentrum – Volkspartei)                                        | -              | -              | -         | -         | -         | -         | -         | -         | -         | -         | -         | -         | -         | -         | -         | -         | -         |
| Pessoas – Animais – Natureza PAN („Menschen – Tiere – Natur“)                                                                | Pessoas – Animais – Natureza PAN („Menschen – Tiere – Natur“)                                                                                   | -              | -              | -         | -         | -         | -         | -         | -         | -         | -         | -         | -         | -         | 1         | 4         | 1         | 1         |
| Chega CH (rechtspopulistische Partei „Es reicht“)                                                                            | Chega CH (rechtspopulistische Partei „Es reicht“)                                                                                               | -              | -              | -         | -         | -         | -         | -         | -         | -         | -         | -         | -         | -         | -         | 1         | 12        | 50        |
| Iniciativa Liberal IL („Liberale Initiative“)                                                                                | Iniciativa Liberal IL („Liberale Initiative“)                                                                                                   | -              | -              | -         | -         | -         | -         | -         | -         | -         | -         | -         | -         | -         | -         | 1         | 8         | 8         |
| LIVRE L (grün-linke Partei „Frei“)                                                                                           | LIVRE L (grün-linke Partei „Frei“) | -              | -              | -         | -         | -         | -         | -         | -         | -         | -         | -         | -         | -         | -         | 1         | 1         | 4         |
| União Democrática Popular UDP                                                                                                | União Democrática Popular UDP | 1              | 1              | 1         | -         | -         | -         | -         | -         | -         | -         | -         | -         | -         | -         | -         | -         | -         |
| Aliança Democrática AD (Demokratische Allianz)                                                                               | Partido Social Democrata PPD-PSD (Demokratische Volkspartei – Sozialdemokratische Partei)                                                       | -              | 73 (als „PSD“) | 74        | -         | -         | -         | -         | -         | -         | -         | -         | -         | -         | -         | -         | 2         | 75        |
| Aliança Democrática AD (Demokratische Allianz)                                                                               | Centro Democrático e Social – Partido Popular CDS-PP (Demokratisches und Soziales Zentrum – Volkspartei), vor 1993 nur „CDS“                    | -              | 43             | 46        | -         | -         | -         | -         | -         | -         | -         | -         | -         | -         | -         | -         | -         | 2         |
| Aliança Democrática AD (Demokratische Allianz)                                                                               | Partido Popular Monárquico PPM (Monarchistische Volkspartei)                                                                                    | -              | 5              | 6         | -         | -         | -         | -         | -         | -         | -         | -         | -         | -         | -         | -         | -         | -         |
| Frente Republicana e Socialista FRS                                                                                          | Partido Socialista PS (Sozialistische Partei)                                                                                                   | -              | -              | 63        | -         | -         | -         | -         | -         | -         | -         | -         | -         | -         | -         | -         | -         | -         |
| Frente Republicana e Socialista FRS                                                                                          | União da Esquerda para a Democracia Socialista UEDS                                                                                             | -              | -              | 4         | -         | -         | -         | -         | -         | -         | -         | -         | -         | -         | -         | -         | -         | -         |
| Frente Republicana e Socialista FRS                                                                                          | Acção Social Democrata Independente ASDI | -              | -              | 4         | -         | -         | -         | -         | -         | -         | -         | -         | -         | -         | -         | -         | -         | -         |
| Partido Renovador Democrático PRD                                                                                            | Partido Renovador Democrático PRD | -              | -              | -         | -         | 45        | 7         | -         | -         | -         | -         | -         | -         | -         | -         | -         | -         | -         |
| Partido da Solidariedade Nacional PSN                                                                                        | Partido da Solidariedade Nacional PSN | -              | -              | -         | -         | -         | -         | 1         | -         | -         | -         | -         | -         | -         | -         | -         | -         | -         |
| Sitze | Sitze | 263            | 250            | 247       | 250       | 250       | 250       | 230       | 230       | 230       | 230       | 230       | 230       | 230       | 230       | 230       | 230       | 230       |
| Wahlbeteiligung | Wahlbeteiligung | 83,5 %         | 82,9 %         | 83,9 %    | 77,8 %    | 74,2 %    | 71,6 %    | 67,8 %    | 66,3 %    | 61,1 %    | 61,5 %    | 64,3 %    | 59,7 %    | 58,1 %    | 55,9 %    | 48,6 %    | 52,2 %    | 59,8 %    |

## Sonstiges
Wegen seiner Hilfe bei der Durchsetzung der Unabhängigkeit Osttimors von Indonesien verlieh Osttimors Präsident Francisco Guterres am 31. August 2019 dem portugiesischen Parlament den Ordem de Timor-Leste.